# Taumaturgia
Taumaturgia (gr. θαῦμα thaûma – cud i ἔργον érgon – czyn, działanie, moc) – zdolność czynienia cudów, cudotwórstwo. Osoba posiadająca te zdolności nazywana jest taumaturgiem.
W religii chrześcijańskiej moc taumaturgiczną posiadali niektórzy święci, np. święty Bernard z Clairvaux. W ikonografii takie zdolności oznacza gwiazda nad głową świętego, np. na obrazie Francisca Goi Święty Bernard z Clairvaux.